# Бергавінов Сергій Адамович
Сергій Адамович Бергавінов (нар. 24 січня 1899, місто Ярцево, Смоленської губернії, тепер Смоленської області, Російська Федерація — 12 грудня 1937, місто Москва) — радянський державний і політичний діяч. Кандидат у члени ЦК ВКП(б) у липні 1930 — січні 1934 р.

## Життєпис
Член РСДРП(б) з березня 1917 року.
Активний учасник Громадянської війни в Росії. Служив у Червоній армії на політичній роботі й до 1919 року був військовим комісаром бригади.
З лютого 1919 році — голова надзвичайної комісії (ЧК) Пирятинського повіту Полтавської губернії, член Пирятинського повітового ревкому, командир партизанського загону, голова революційного комітету району Бахмача - Ічні - Гребінки на Чернігівщині. Як голова пирятинського ЧК відзначався підвищеною жорстокістю до місцевого населення, зокрема на головній вулиці міста він, особисто, розстріляв двох громадян, Ковалевського та Єфименка.
Того ж, 1919 року, контррозвідка Денікіна схопила Бергавінова, але з-під арешту він втік.
З 1919 по 1923 рік — в органах ВЧК—ДПУ. У 1920 році — голова Полтавської надзвичайної комісії (ЧК), військовий комісар кавалерійської бригади 1-ї кінної армії, голова Ковенської надзвичайної комісії (ЧК), начальник Черкаського окружного відділу ДПУ. До 1923 року — начальник Бердичівського повітового відділу ДПУ Київської губернії.
У 1924 році — відповідальний секретар Бердичівського окружного комітету КП(б)У. У листопаді 1924 — травні 1927 року — відповідальний інструктор ЦК РКП(б).
У травні 1927 року призначений відповідальним секретарем Архангельського губернського комітету ВКП(б). У січні 1929 року було прийнято рішення про об'єднання Архангельської, Вологодської, Двінськой і частини Вятської губерній у Північний край, і Бергавінов був призначений у березні 1929 року відповідальним секретарем Організаційного бюро ЦК ВКП(б) по Північному краю. З серпня 1929 по березень 1931 року — відповідальний, потім 1-й секретар Північного крайового комітету ВКП(б).
З березня по липень 1931 року — начальник Союзліспрому — член Президії ВРНГ СРСР.
З липня 1931 до березня 1933 року — 1-й секретар Далекосхідного крайового комітету ВКП(б).
31 липня 1933 року був призначений начальником політичного відділу Південно-Східної залізниці, а вже з вересня 1934 року працював начальником Політичного управління Головного управління Північного морського шляху при РНК СРСР.
Станом на 1937 рік — перший секретар Архангельського губкому та Північного крайкому ВКП(б).
31 жовтня 1937 року заарештований органами НКВС за «антирадянську діяльність». Покінчив життя самогубством у Лефортовській в'язниці міста Москви.
Реабілітований 7 березня 1956 року.

## Нагороди
- орден Червоного Прапора (1923)
- орден Знак Пошани (19.09.1936)
- орден Червоної Зірки (27.06.1937)